# Hikaru Yaotome
Hikaru Yaotome (八乙女 光 Yaotome Hikaru?,  Sendai, Prefectura de Miyagi, 2 de diciembre de 1990) es un idol, cantante, actor y tarento japonés, conocido por ser miembro del grupo masculino Hey! Say! JUMP, así como también un exmiembro de Ya-Ya-yah.

## Biografía
Yaotome nació el 2 de diciembre de 1990 en la ciudad de Sendai, Miyagi. El 1 de diciembre de 2002, un día antes de su duodécimo cumpleaños, se unió a la agencia de talentos Johnny & Associates como aprendiz y fue colocado en el grupo junior Ya-Ya-yah en julio de 2003, donde se convirtió en vocalista secundario después de Kōta Yabu. En 2004, Yaotome debutó como actor interpretando a Shu Maruyama en la serie televisiva Kinpachi-sensei. Junto a sus compañeros de banda Kōta Yabu y Taiyō Ayukawa, Yaotome fue galardonado con el premio Nikkan Sports en la categoría de mejor actor por su desempeño en Kinpachi-sensei. En 2006, fue seleccionado como uno de los miembros de Kitty GYM, una unidad musical temporal formada para promover el Grand Prix de Voleibol de 2006.
El 24 de septiembre de 2007, se anunció que Yaotome junto a Kōta Yabu abandonarían Ya-Ya-yah para unirse a Hey! Say! JUMP, dejando a Taiyō Ayukawa y Shoon Yamashita como los únicos integrantes del grupo, el cual fue disuelto tras la renuncia de Ayukawa en noviembre del mismo año. Yaotome debutó de forma oficial en Hey! Say! JUMP el 14 de noviembre. En 2009, se graduó de la Escuela Secundaria Horikoshi junto a los actores Haruma Miura, Kimito Totani, Saki Fukuda, Misako Renbutsu y su antiguo compañero de banda, Taiyō Ayukawa.
Desde 2015 conduce un programa de radio llamado らじらーサタデー (Rajira Saturday) junto a su compañero de grupo Kei Inoo, el cual se transmite los sábados a las ocho de la noche, hora local.  
A principios de 2022, dejó temporalmente sus actividades con JUMP debido a una sordera repentina, durante su hiatus sus compañeros de banda lo reemplazaron en los programas de variedades. En noviembre del mismo año retomó sus actividades, dando aviso de esto mediante una carta escrita de su puño y letra. 
Yaotome toca el bajo en los conciertos del grupo y ha mostrado habilidad en la composición y escritura de canciones. También ha dicho estar interesado en bandas occidentales como Red Hot Chili Peppers y NSYNC.

## Discografía

### Hey! Say! JUMP
- JUMP No.1 (2010)
- JUMP World (2012)
- S3art (2014)
- JUMPing Car (2015)
- DEAR (2016)
- 2007-2017 IO (2017)
- SENSE or LOVE (2018)
- PARADE (2019)
- Fab! -Music speaks- (2020)
- FILMUSIC! (2022)

## Filmografía

### Dramas
- Kinpachi-sensei (octubre de 2004 - marzo de 2005) como Shu Maruyama
- Kinpachi-sensei 7th Series Ma no Saishuukai Special (30 de diciembre de 2005) como Shu Maruyama
- Orthros no Inu (TBS, 2009) como Masaru Kumakiri
- Kinpachi-sensei Final (marzo de 2011) como Shu Maruyama
- Ikemen Desu Ne (TBS, julio de 2011) como Yuki Hongo
- 37-sai de Isha ni Natta Boku: Kenshui Junjo Monogatari (Fuji TV, 2012) como Kentaro Shimoda
- Dark System Koi no Ouza Ketteisen (TBS, 2014)
- Do S Deka como Sōichirō Hamada (NTV, 2015)[7]
- Koshoku Robot (NTV, 2017) como Ottori[8]

### Show de variedades
- The Shōnen Club (2003 – presente)
- Ya-Ya-yah (enero de 2003 - octubre de 2007)
- Hyakushiki (2007–2008)
- Hi! Hey! Say! (noviembre de 2007 – presente)
- Yan Yan JUMP (abril de 2011 – presente)
- YY JUMPing (octubre de 2009 – presente)
- School Kakumei! (abril de 2009 – presente, NTV)
- Hirunandesu! (2014 – presente)
- Itadaki High JUMP (2015 – presente, Fuji TV)

### Teatro
- Stand by Me (25 de julio - 10 de agosto de 2003)
- Stand by Me (16 de julio - 1 de agosto de 2004)
- DREAM BOYS

### Comerciales
- Pizza-la Super Bingo Hen (2003)
- Maruchan Akai Kitsune no Tanuki (TU→YU)
- Maruchan Akai Kitsune no Tanuki
- Deca Sports - Wii (2009)
- OZACK

## Discografía

### Canciones en solitario
- "Akogare no Egoist"
- "Gentles"
- "Flame of Love"
- "1000 Lights"
- "Tears and Smile" (Dueto con Kōta Yabu - Lyrics por Yabu; composición de Yaotome)
- "Original Iro" (Dueto con Yabu)
- "Score" (Canción de Hey! Say! BEST - Lyrics por Yabu; rap de Yaotome)
- "Infinity" (Lyrics por Hikaru)
- "Ima Susumuo"
- "Ai☆Scream" (compuesta y escrita por Yaotome)
- "Thumb and Pinky" (Lyrics de Yaotome)
- "Perfect Life" (Lyrics de Yaotome)